# Phantasmagoria (Limbonic Art)
Phantasmagoria è il settimo album della symphonic black metal band norvegese Limbonic Art. È il primo album del progetto senza il precedente membro Morfeus.

## Tracce
1. Prologue/Phantasmagoria – 5:02
2. Crypt of Bereavement – 5:52
3. Curse of the Necromancer – 6:22
4. Portal to the Unknown – 4:22
5. Dark Winds – 5:40
6. A World in Pandemonium – 6:43
7. Flight of the Mind's Eye – 3:48
8. Apocalyptic Manifestation – 4:02
9. Prophetic Dreams – 5:40
10. The Burning Vortex – 6:54
11. A Black Sphere of Serenity – 8:24
12. Astral Projection – 8:13

## Formazione
- Daemon - chitarra, basso, tastiere, voce, mixaggio